# Quinapril
Quinapril é um medicamento do tipo inibidor da enzima de conversão da angiotensina (IECA) usado no tratamento de hipertensão arterial.